# Выставочный зал Союза художников России на Охте
Выставочный зал Союза художников России на Охте был открыт в Санкт-Петербурге в 1970 году в новом на тот момент районе города, как Выставочный зал Союза художников РСФСР.

## История выставочного зала
В 1970—1980-е годы он стал одним из наиболее известных и популярных залов Ленинграда для экспонирования современного искусства профессиональных художников. На тот момент в зале постоянно проходили коллективные групповые и персональные выставки членов ЛОСХ и молодых художников. Организовывались тематические выставки живописи и графики, плаката, декоративно-прикладного искусства, детских рисунков, самодеятельного творчества. Журнальные рецензии, статьи и воспоминания о проходивших в то время в зале выставках, писали известные искусствоведы и художники Ленинграда и Москвы, в числе которых: А. А. Каменский, Л. В. Мочалов, Г. Е. Егошин, В. В. Стерлигов, М. С. Каган.
Во второй половине 1990-х годов уровень и актуальность проводившихся выставок заметно снизились. В 1999 году зал был закрыт на реконструкцию, проводился затяжной ремонт, как экспозиционное пространство выставочный зал Союза художников России на Охте был вновь открыт только 24 января 2003 года. В 2010-е годы в нём проходят, в основном, выставки молодых художников и студенческих работ.

## Художники
На групповых или персональных экспозициях 1970—1990-х годов ВЗ Союза художников на Охте выставлялись многие заметные художники, в числе которых:
- Евгения Антипова
- Ян Антонышев
- Завен Аршакуни
- Андрей Белле
- Сайдхусейн Бицираев
- Валерий Ватенин
- Люциан Долинский
- Герман Егошин
- Ярослав Крестовский
- Александр Муратов
- Геннадий Рогозный
- Валентина Рахина
- Виктор Тетерин
- Леонид Ткаченко
- Виталий Тюленев
- Борис Шаманов
- Август Ланин
- Латиф Казбеков
- Михаил Карасик
- Владимир Лисунов
- Алексей Парыгин
- Константин Симун
- Борис Хоменко
- Ольга Цуцкова
- Александр Флоренский

## Выставки (выборочно)
- 2006 — Международный фотофестиваль «СменаWorld-2006».
- 1992 — II Биеннале современного искусства.
- 1991 — Ковчег XXI (Гуманитарный фонд «Свободная Культура»).
- 1991 — Выставка группы Старый Город.
- 1990 — 13-я выставка Товарищества экспериментального изобразительного искусства (ТЭИИ).
- 1989 — Выставка «Без жури».
- 1989 — 12-я выставка Товарищества экспериментального изобразительного искусства (ТЭИИ).
- 1988 — Ленинград, история, люди[2].
- 1988 — Выставка группы «Восьми».
- 1987 — 11-я выставка Товарищества экспериментального изобразительного искусства (ТЭИИ).
- 1984 — Молодость страны.
- 1983 — Мой Ленинград.
- 1981 — Выставка группы «Восьми»[3].
- 1981 — Выставка молодых художников.
- 1980 — Живопись: Елена Горохова, Петр Литвинский, Владимир Максимихин, Ростислав Пинкав, Тамара Полосатова, Александр Столбов, Юрий Шаблыкин [4].
- 1976 — Выставка «Одиннадцати».
- 1972 — Выставка одиннадцати ленинградских художников.